# تشترود
تشترود (بالفارسية: چترود) هي مدينة تقع في إيران في ناحية تشترود يقدر عدد سكانها بـ 5,660 نسمة .